# Hovenia dulcis
L'albero dell'uva passa (Hovenia dulcis Thunb., 1781) è un albero della famiglia delle Ramnacee, originario dell'Asia.

## Descrizione

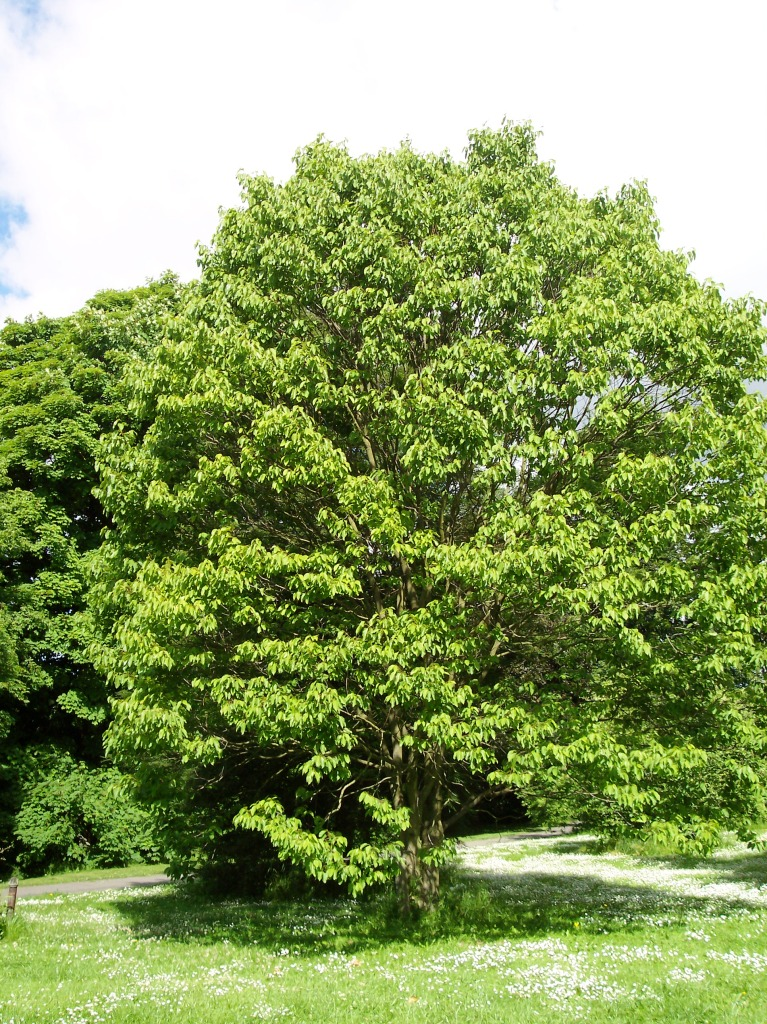
Albero dell'uva passa a Århus, Danimarca

È un grande albero di altezza 15–10 m, caducifoglia e latifoglia, portamento simile al faggio; le foglie grandi sono lucide, verde scuro, lanceolate, coriacee.
La corteccia è rugosa di colore marrone grigiastro.
I fiori sono ermafroditi, riuniti in infiorescenze a racemo, piccoli e bianchi, la fioritura si ha in maggio-giugno. Tali grappoli, portanti i fiori e quindi poi i frutti si sviluppano pendenti all'estremità dei rami; i fiori sono molto visitati dalle api. 
I frutti sono delle drupe, piccole e sferiche portati alla fine di grossi piccioli ramificati dicotomicamente (ogni picciolo si divide in due, ognuno diretto in direzioni opposte e variamente ritorto, a sua volta ramificato in due rami nello stesso modo, e più volte, a costituire una sorta di groviglio). All'estremità finale delle multiple ramificazioni del picciolo vi sono i piccoli frutti costituiti da un guscio biancastro sferico, sottile ma coriaceo di circa 3–4 mm di diametro, contenente due semi di forma lenticolare appiattita di circa 2,5 mm di diametro massimo, durissimi, di colore marrone, a superficie lucida.
I grossi piccioli, polposi e succulenti, costituiscono in effetti la parte commestibile; hanno un diametro di circa 5–6 mm, sono morbidi e traslucidi, e da secchi hanno la consistenza, il colore ed il sapore dell'uva passa. 
I frutti (ed i piccioli) maturano in agosto-settembre, più tardivamente con estati fresche.
I detti piccioli succulenti si dipartono comunque da uno stelo pendente sottile e ramificato di consistenza legnosa, che ha un punto di abscissione (distacco) a maturità, nel punto di connessione al ramo. È quindi il grappolo completo che cade al suolo ad effetto del vento in autunno.
La dispersione dei frutti, e quindi dei semi contenuti si ha per asportazione dei piccioli succulenti da parte di animali ed anche da parte dell'uomo, nei grappoli caduti.

## Distribuzione e habitat
La pianta è originaria delle zone di montagna della regione himalayana, della Cina continentale, della Corea e del Nord del Giappone.
La pianta è estremamente resistente al gelo, soprattutto nelle piante adulte (fino a -24 °C), le piante giovani sono più delicate.
La specie è adatta al clima invernale ventoso e freddo, si sono avute difficoltà di coltivazione in inverni tiepidi e molto umidi (ad esempio in Inghilterra), dove la pianta tende a passare, anche se solo parzialmente, alla fase vegetativa in inverno, e quindi è vulnerabile ai successivi geli.

## Usi

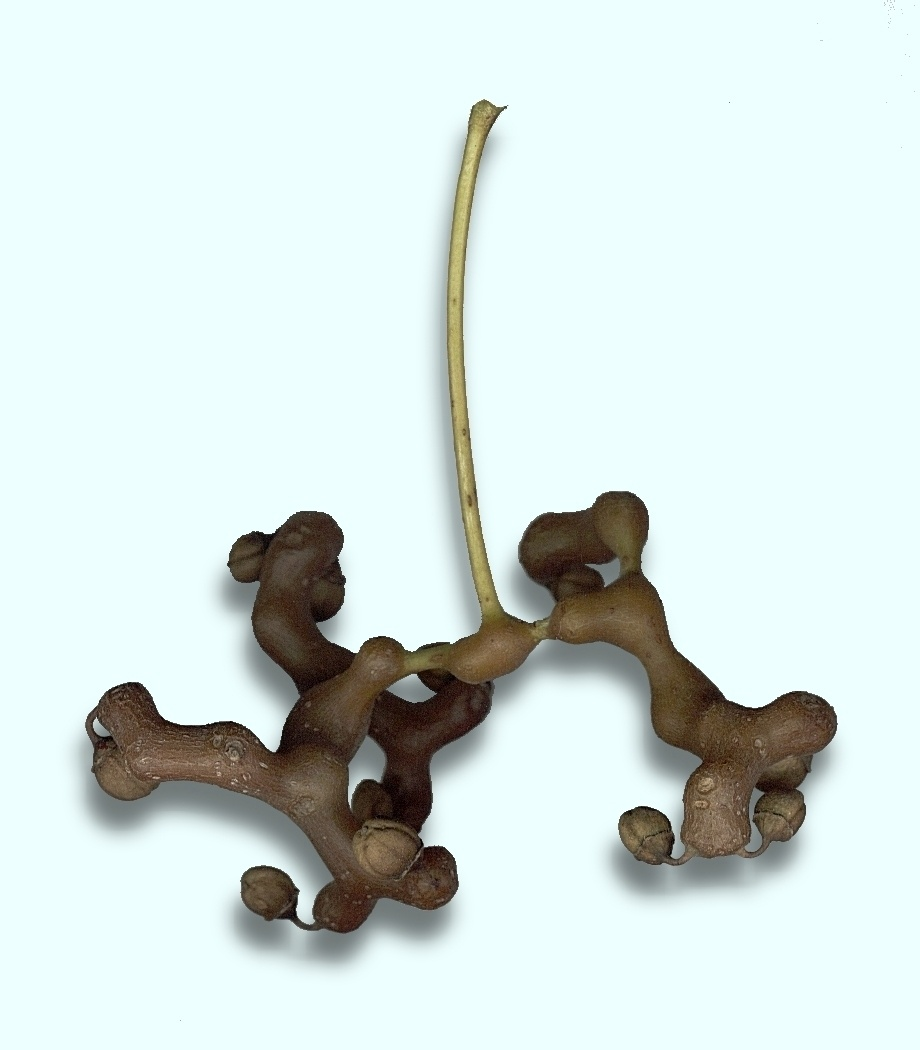
drupe di Hovenia, attaccati ai loro piccioli carnosi

### Usi alimentari
Tradizionalmente la “frutta” (ovvero i piccioli fiorali ingrossati) è consumata allo stato fresco, spesso mescolata in macedonie con frutta più acida per attenuare la eccessiva tonalità dolce, ad ogni modo le parti eduli non si conservano a lungo, anche se sono soggetti a disidratazione.
In via del tutto teorica, data la dolcezza ed il sapore, si ritiene possibile la fermentazione.
Sono possibili le preparazioni di paste, creme o succhi.
Il frutto è molto energetico e particolarmente dolce, contiene circa 11,5 % di glucosio, 4,5 di fruttosio, 12,5 % di saccarosio, (totale circa 28% in carboidrati).
I semi contengono, oltre a carboidrati, il 15% di proteine e il 7,5-8% di Lipidi.
Dai semi, dai rami e dalle foglie giovani si ricava un estratto che viene utilizzato come sostituto del miele e nella preparazione di vino e caramelle.

### Usi medicinali
Il frutto è considerato, nella medicina tradizionale cinese, antispasmodico, febbrifugo e lassativo; i semi macinati hanno effetto diuretico, e sono considerati neutralizzatori degli effetti di ubriachezza ed intossicazione da alcool.
Studi del 2011 dell'University of California di Los angeles sembrano confermare che in estratti della pianta sia presente una molecola, indicata come Dhm, che nei ratti è in grado di ridurre gli effetti delle sbornie. Ancora più significativamente, pare che tale molecola sia in grado di produrre un effetto depressivo sul bisogno di bere sperimentato da ratti abituati a consumare grosse quantità di alcolici, modificando i loro gusti in favori di bevande con minori quantità di alcool.
Sono stati effettuati inoltre studi sulla funzione sperimentale di epatoprotezione con l'assunzione dei frutti correlata ad eventi di intossicazione del fegato.

### Altri usi
Il legno è molto duro e durevole, può essere usato per costruzioni e mobili.
La pianta di Hovenia viene citata nell'opera di Oscar Wilde "Il ritratto di Dorian Gray" nel quale il protagonista dopo aver studiato gli influssi dei profumi sull'animo umano afferma che essa porta alla pazzia.

## Coltivazione
La coltivazione non pone particolari problemi di suolo o di ambiente, tollerando suoli di qualunque tipo, ovviamente il terreno profondo e ricco permette un migliore sviluppo e produzione di frutto.

### Riproduzione e moltiplicazione
La riproduzione per seme è molto facile con semi freschi (appena raccolti); i semi conservati entrano in dormienza, e tardano a germinare se non sono scarificati. I semi dormienti in natura germinano anche dopo un anno.
Moltiplicazioni per talea si effettuano in tardo autunno.